# コムソモリスク・ナ・アムーレ駅
コムソモリスク・ナ・アムーレ駅（コムソモリスク・ナ・アムーレえき、ロシア語: Станция Комсомольск-на-Амуре）はロシアハバロフスク地方コムソモリスク・ナ・アムーレにあるロシア鉄道の鉄道駅。バイカル・アムール鉄道（バム鉄道）とヴォロチャーエフカ・ジョムギ鉄道の接続駅である。
本項では、2018年10月1日に廃止されたコムソモリスク・ナ・アムーレ市電の鉄道駅電停（ロシア語: Железнодорожный вокзал）についても記述する。

## 当駅を発着する旅客列車
- 667 (668)列車：コムソモリスク・ナ・アムーレ駅 - ハバロフスク駅 (青年号)[1]
- 351 (352)列車：ソヴィエツカヤ・ガヴァニ駅 - ウラジオストク駅[2]
- 363 (364)列車：ティンダ駅 - コムソモリスク・ナ・アムーレ駅[3]

当駅は鉄道駅であるほか、機関車車庫、客車車庫、コンテナヤードを有する。

## 駅構造

### ロシア鉄道
単式ホーム1面1線と島式ホーム1面2線の合計2面3線を有する地上駅。ホームは全て低床式。駅舎は単式ホームの横にあり、ホーム間の移動は線路上を直接横断する。

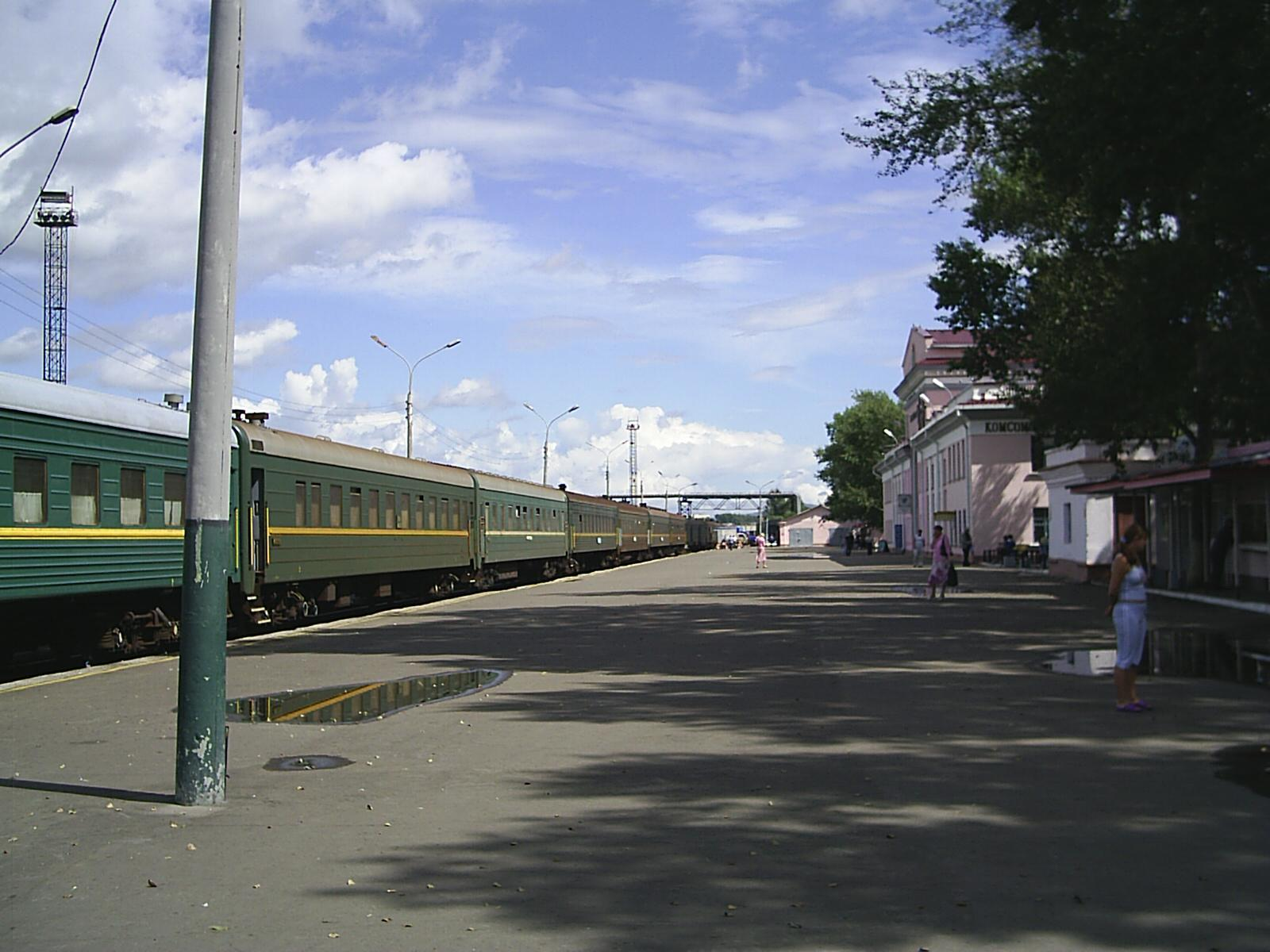
プラットホーム

### コムソモリスク・ナ・アムーレ市電
単式ホーム1面1線を有する地上駅であった。ループ状になった線路の途中にあり、列車はホームで折り返さず、車両の進行方向を転換させることなく、ループを左回りに周る方式であった。

## 駅周辺

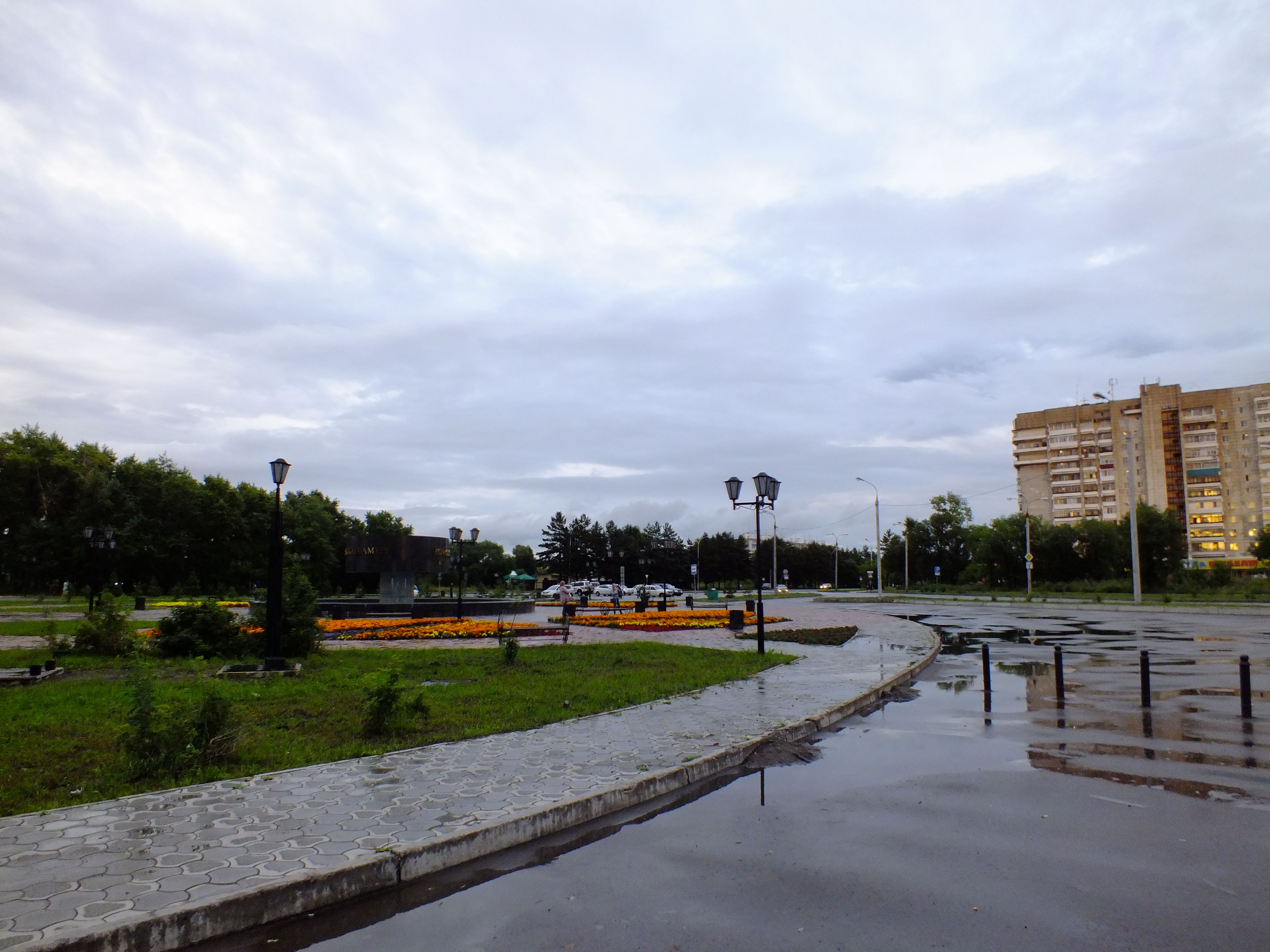
駅前広場

駅前には団地が広がる。

## 隣の駅
ロシア鉄道
351列車
フルバ駅 - コムソモリスク・ナ・アムーレ駅 - ピヴァニ駅
363列車
ハルガソ駅 - コムソモリスク・ナ・アムーレ駅
667列車（ユノスト号）
フルバ駅 - コムソモリスク・ナ・アムーレ駅
コムソモリスク・ナ・アムーレ市電（廃止）
1系統・2系統・5系統
鉄道駅電停 - マギストラルナヤ電停